# Scyphoproctus platyproctus
Scyphoproctus platyproctus är en ringmaskart som beskrevs av Jones 1961. Scyphoproctus platyproctus ingår i släktet Scyphoproctus och familjen Capitellidae.
Artens utbredningsområde är Mexikanska golfen. Inga underarter finns listade i Catalogue of Life.